# Minerve de Poitiers
Pour les articles homonymes, voir Minerve.
La Minerve de Poitiers ou Athéna de Poitiers est une sculpture du début de l'époque gallo-romaine (vers 100 apr. J.-C.) qui représente la déesse Athéna (Minerve dans la mythologie romaine). Il s'agit sans doute de la copie d'un modèle grec de 500 av.J-C. Découverte en 1902 à Poitiers, d'où son nom, elle est actuellement conservée dans la même ville au musée Sainte-Croix, dont elle est l'une des pièces les plus emblématiques.

## Historique
Cette statue date du premier siècle après notre ère, c'est-à-dire peu après la conquête romaine de la Gaule, alors que la ville de Poitiers portait le nom de Lemonum. Elle a vraisemblablement été sculptée à Rome en copie d'un original grec archaïque, et destinée à une fonction cultuelle et non pas simplement décorative. Cependant il n'est pas sûr qu'elle provienne d'un temple ; au contraire, le site où elle a été découverte semble avoir été une villa. Dans ce cas il pourrait s'agir d'une statue utilisée pour le culte privé d'une famille.
La statue ne se situait pas au même niveau mais sous celui du sol romain ; elle a donc été enterrée, ou cachée dans un souterrain. Par la suite la villa a été abandonnée, comme la plupart des bâtiments situés à l'extérieur des larges remparts antiques de la ville.

## Découverte
La statue est découverte par hasard le 20 janvier 1902 par un terrassier dans la cour de l'école supérieure des filles (actuellement école primaire Gisèle Halimi), construite un an plus tôt. Alors qu'il creuse un trou pour y planter un arbre, découvrant ce qui semble être un pied humain d'une blancheur cadavérique, il prend peur et appelle au secours la directrice de l'établissement. Celle-ci, reconnaissant qu'il s'agit d'une statue en marbre, la fait délicatement déterrer.
On trouve d'abord le corps, puis à proximité la tête, la main gauche et quelques autres petits fragments. Finalement ne manque que l'avant-bras droit et certains objets autrefois attachés à la statue. Des fouilles plus approfondies ordonnées par la municipalité permettent de découvrir quelques vestiges gallo-romains, comme les restes d'un hypocauste, d'une citerne ou de poteries, mais rien de grande valeur.

## Description

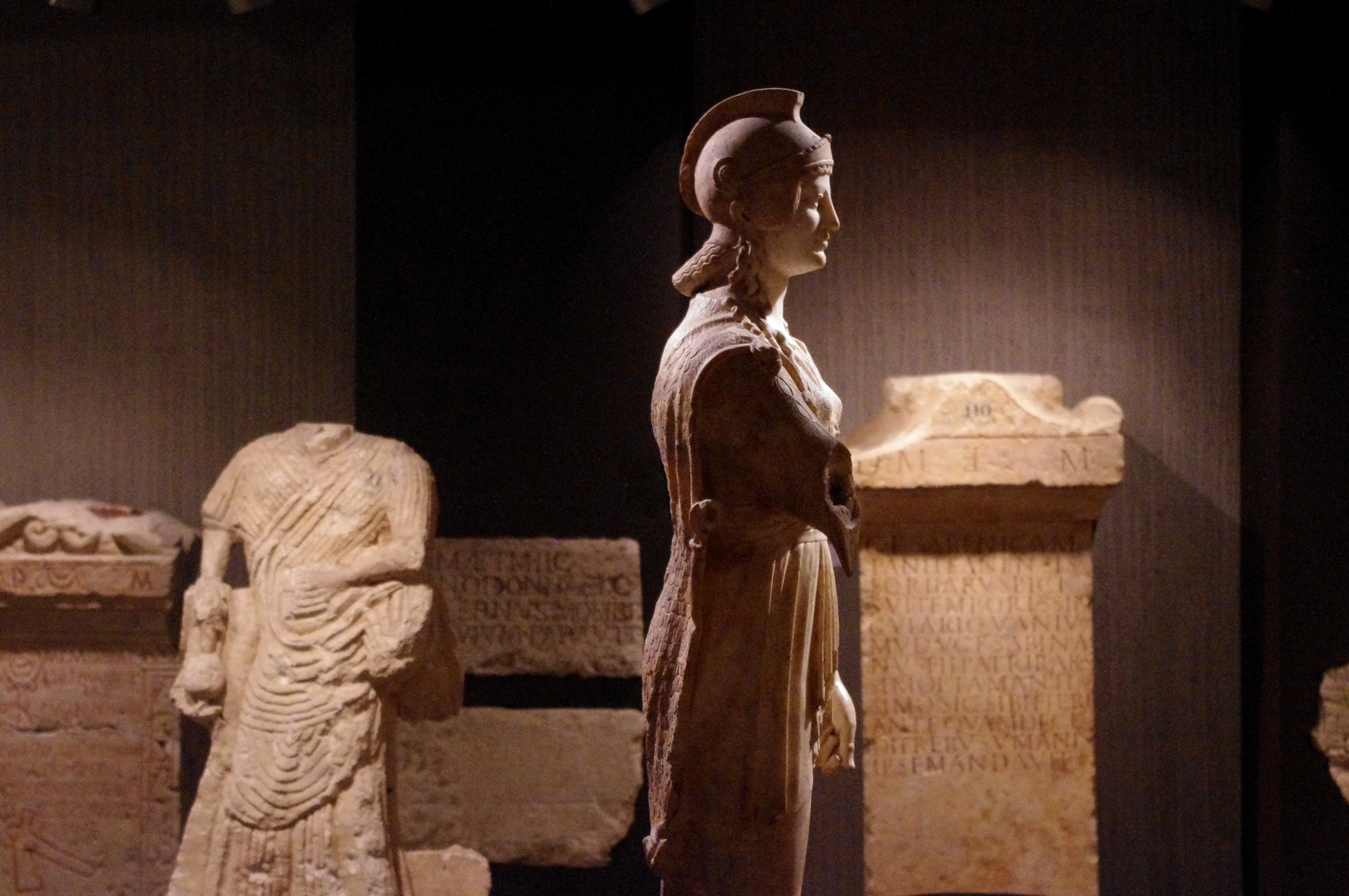
La Minerve, conservée parmi d'autres antiquités gallo-romaines

La statue représente une femme aux boucles ondulantes, à peu près grandeur nature (hauteur sans la plinthe : 1,50 mètre), debout, le pied droit légèrement en avant. Elle porte un casque attique et une cuirasse caractéristique, l'égide, ornée du gorgonéion (tête de la Gorgone), ce qui rend très simple son identification. Il est probable que sa main gauche ait porté un rameau d'olivier et sa main droite une chouette (tous deux des attributs de la déesse), une pomme de grenade ou bien une petite Victoire ailée.
Au niveau de l'habillement, elle porte un long chiton ionien des coudes jusqu'aux pieds, recouvert d'un himation rabattu en avant et en arrière et tenu par une ceinture, puis de l'égide ornée du gorgonéion, couvrant les épaules et le dos sous forme de cape. L'égide est recouverte d'un motif d'écailles et son bord représentait au départ une multitude de serpents dont les têtes sont aujourd'hui manquantes et devaient pouvoir s'attacher à l'aide de petits trous encore visibles.
La statue a été réalisée en marbre de Carrare, mais d'un grain plus gros que la normale. La tête et le corps proviennent de blocs différents et furent ensuite attachés l'un à l'autre, comme cela est courant dans les statues antiques pour faciliter leur transport.
La plinthe qui sert de socle à la statue, de forme ovale assez irrégulière, ne fait que deux centimètres de haut et a été grossièrement taillée sans être polie.

### Style et attribution

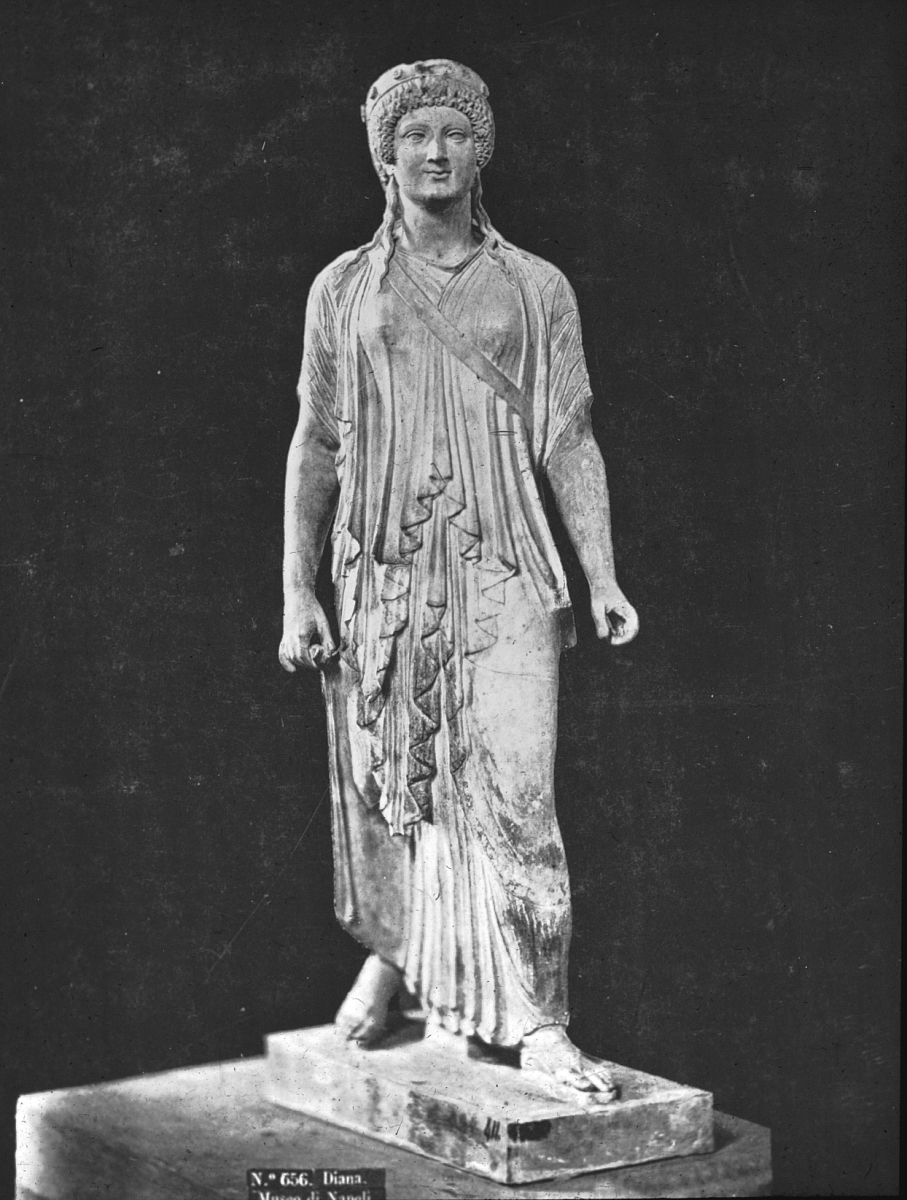
Artémis de Pompéi, au style similaire

Son style est entièrement conforme aux sculptures grecques de la fin de l'époque archaïque (500 av. J.C.), que ce soit au niveau de sa posture, de ses proportions, de son visage, de son habillement ou des drapés. Ainsi, bien que l'on n'ait jamais retrouvé de statue identique, il semble probable qu'il s'agisse de la copie d'un original grec archaïque et non pas d'un simple pastiche romain inspiré de ce style.
Plus précisément, le casque attique et la combinaison d'attributs utilisés (notamment la branche d'olivier) pourraient indiquer un original attique. Édouard Audoin, lors de la découverte et l'étude initiale de la statue, avance le nom du sculpteur Calamis comme auteur possible, étant le sculpteur grec archaïque le plus renommé et copié à l'époque romaine,.